# Mur de càrrega
Un mur de càrrega o mur portant és aquella paret d'una edificació que té funció estructural, és a dir, aquelles que suporten altres elements estructurals de l'edifici, com arcs, voltes, bigues, sobre biguetes de forjat a sota de la coberta. Quan els murs suporten càrregues horitzontals, com les pressions del terreny contigu, es denominen murs de contenció.

## Història

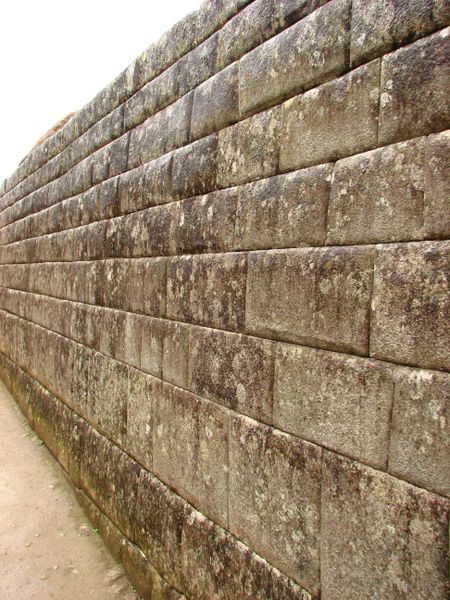
Exemple de mur amb carreu sense utilització de pasta o morter per a lligar els elements

Encara que en l'antiguitat es van construir molts tipus de murs de càrrega, els més antics que es conserven són de tova o de pedra. Es té constància de l'existència de pastes i morters precursors del formigó des dels temps de l'antic Egipte, emprats per a lligar els elements dels murs, però van ser els romans els qui van impulsar aquest material amb la tècnica de l'emplectum, consistent en crear dues fulles exteriors de carreu, és a dir de pedra, farcides d'un morter de calç amb sorra i runa. L'espai interior entre aquestes fulles té la funció d'aïllant del fred i la calor o de la humitat exteriors. Aquesta tècnica constructiva s'ha repetit amb lleugeres variants (com el mur Daci), al llarg de la història.

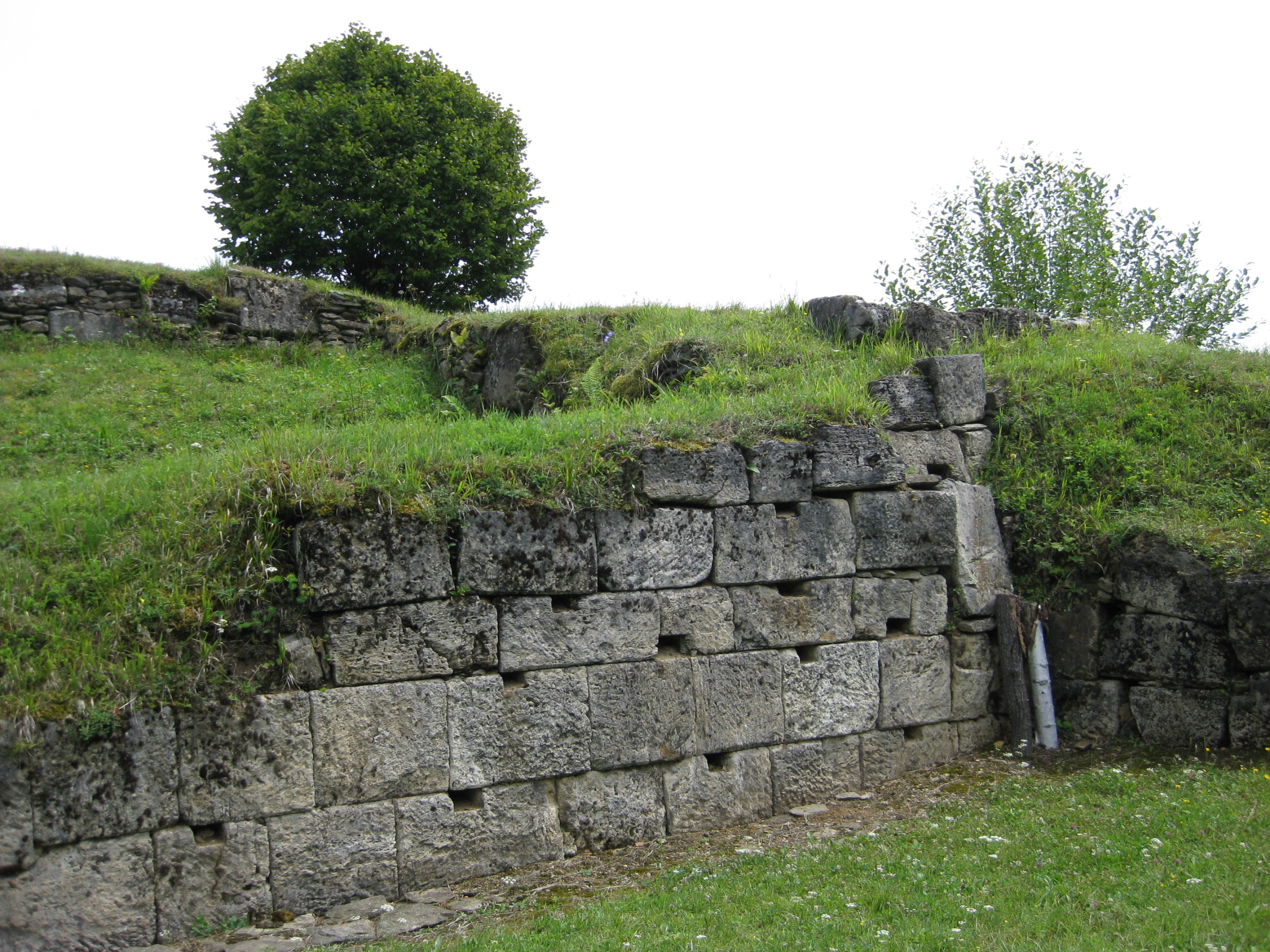
Murus Dacicus o muralla dàcia

En els llocs on la pedra escassejava o era excessivament costós aconseguir-la, aquesta es va substituir pel fang en forma de tova: un maó de fang assecat al sol. Així mateix, es pot establir un paral·lelisme entre l'emplectum i el tapial, una forma de construcció consistent en empresonar fang entre dues plaques o encofrats de fusta, i compactar en successives tongades mitjançant malls o picons. Un cop s'acabava una filada de tapials, es posava l'encofrat a sobre, i es repetia l'operació. Amb aquestes tècniques de tàpia i tova es van aconseguir erigir edificis de fins a sis altures, alguns dels quals perduren al Iemen.

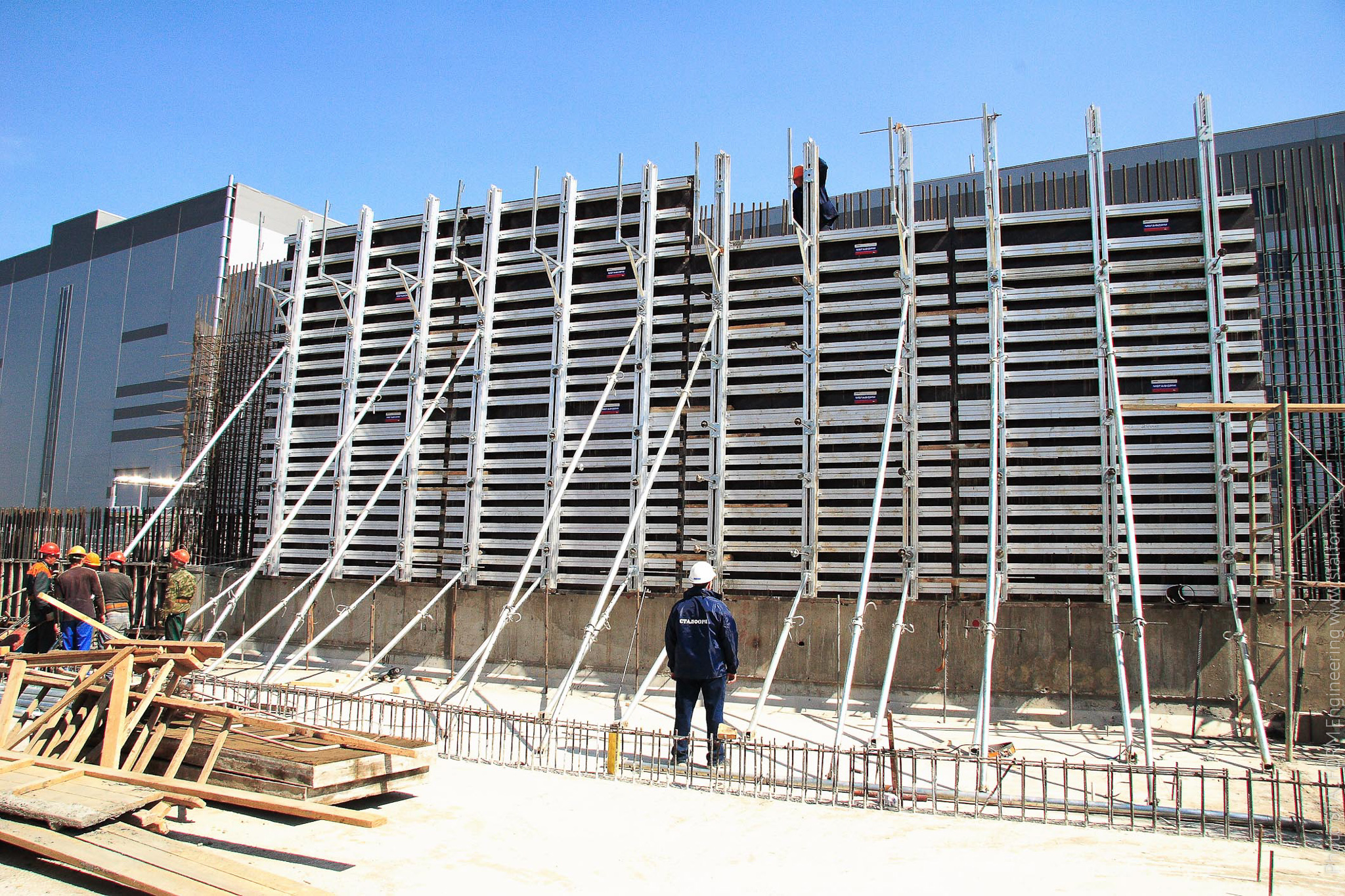
Muntatge de l'encofrat previ a l'abocament del formigó que formarà el mur

Però el material més emprat per a realitzar murs de càrrega és el maó: una evolució de la tova. La diferència rau en el procés de cocció, que li confereix major resistència i durabilitat. El maó emprat en murs de càrrega sol ser massís, encara que no és inusual trobar murs de càrrega de maó perforat o fins i tot buit en habitatges d'una o dues altures.
Una variant del mur de càrrega de maó és el realitzat amb bloc de formigó, si bé no és possible aconseguir grans altures per aquest mètode.

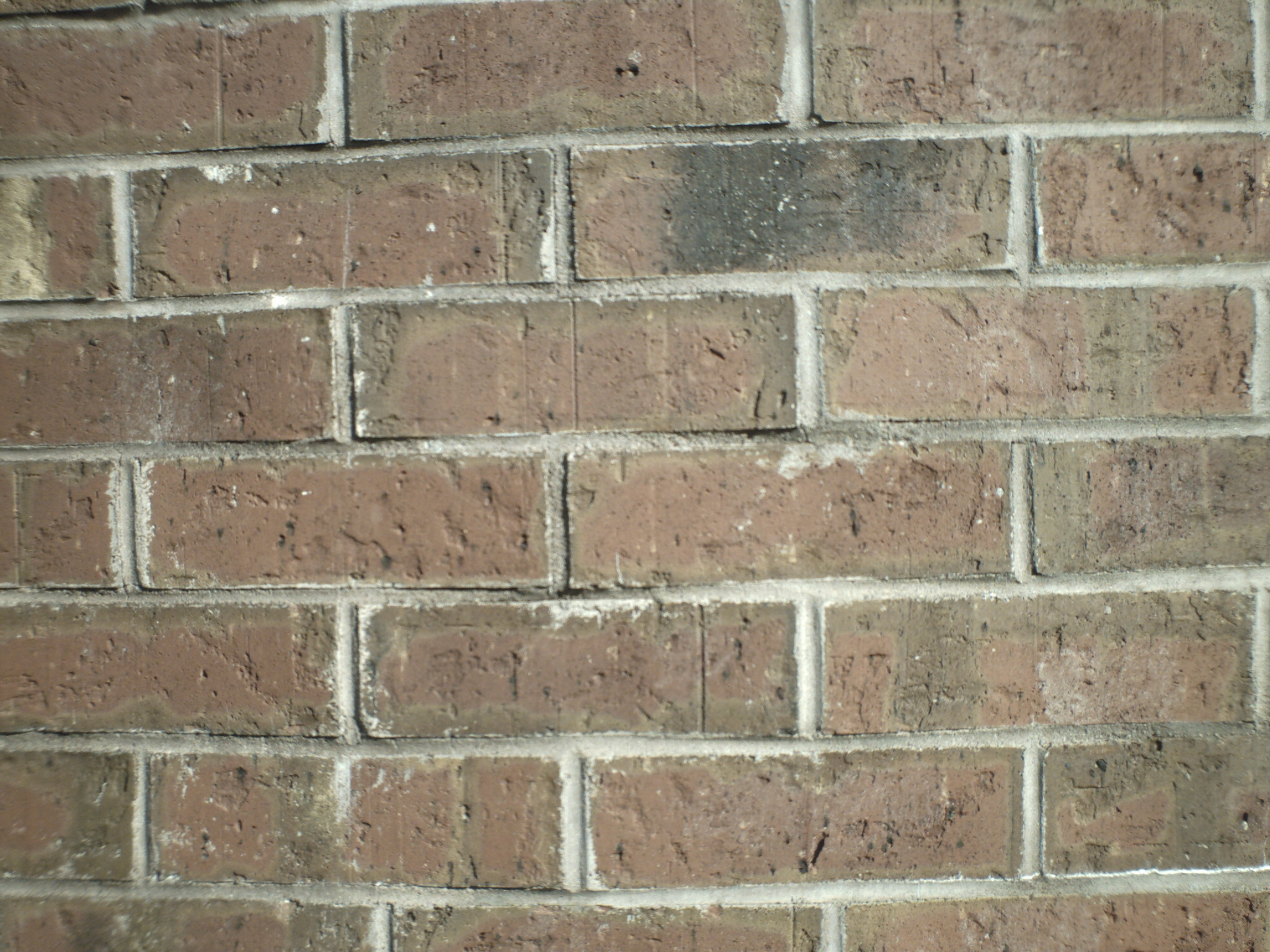
mur de maons massissos

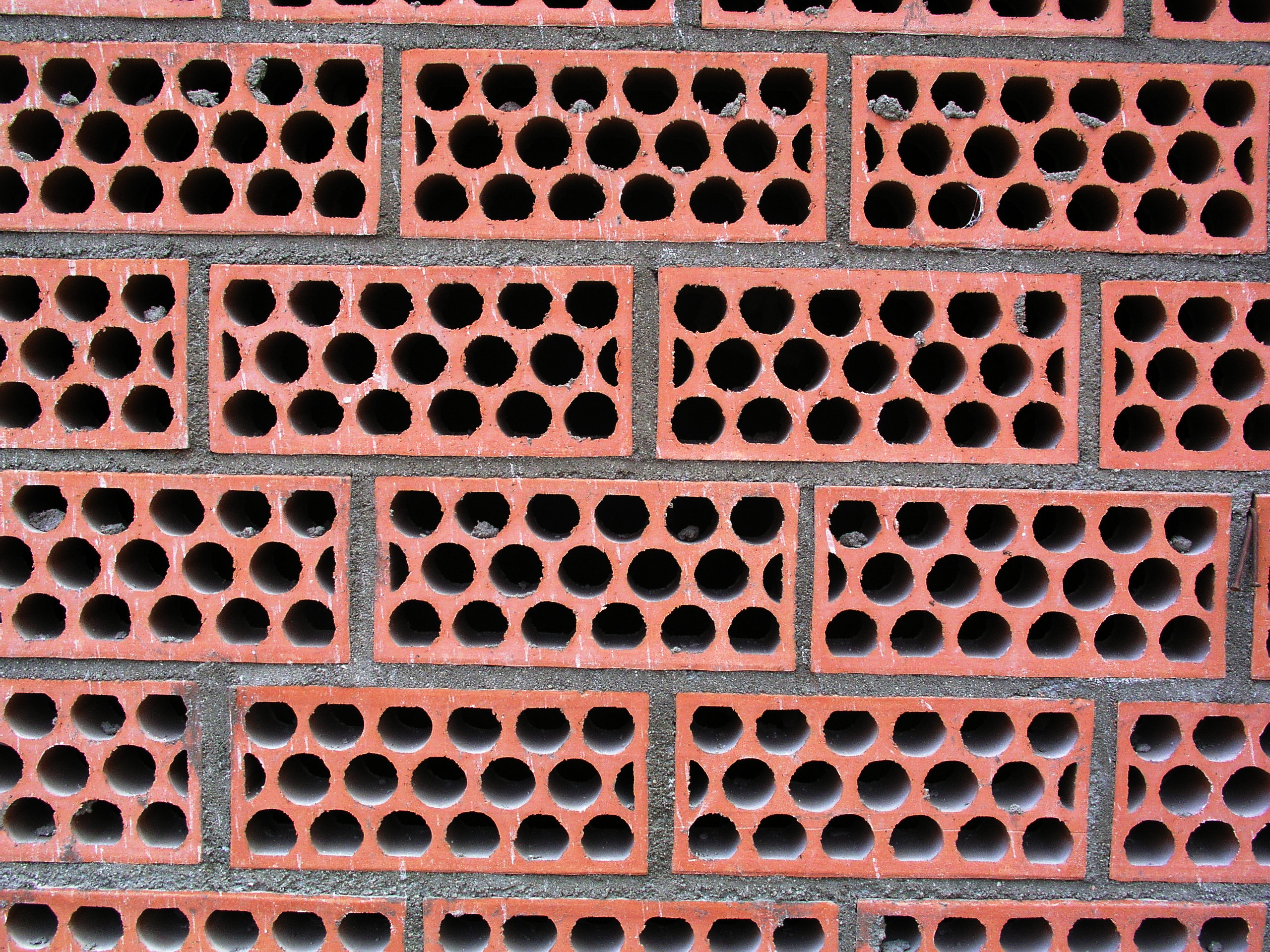
Mur de maons foradats

Igual que en les èpoques anteriors, hi ha certa similitud amb l'emplectum romà en la utilització actual del formigó en massa. De forma semblant al mètode de tapial, el formigó es confina mitjançant encofrats fins que aquest adquireix duresa.

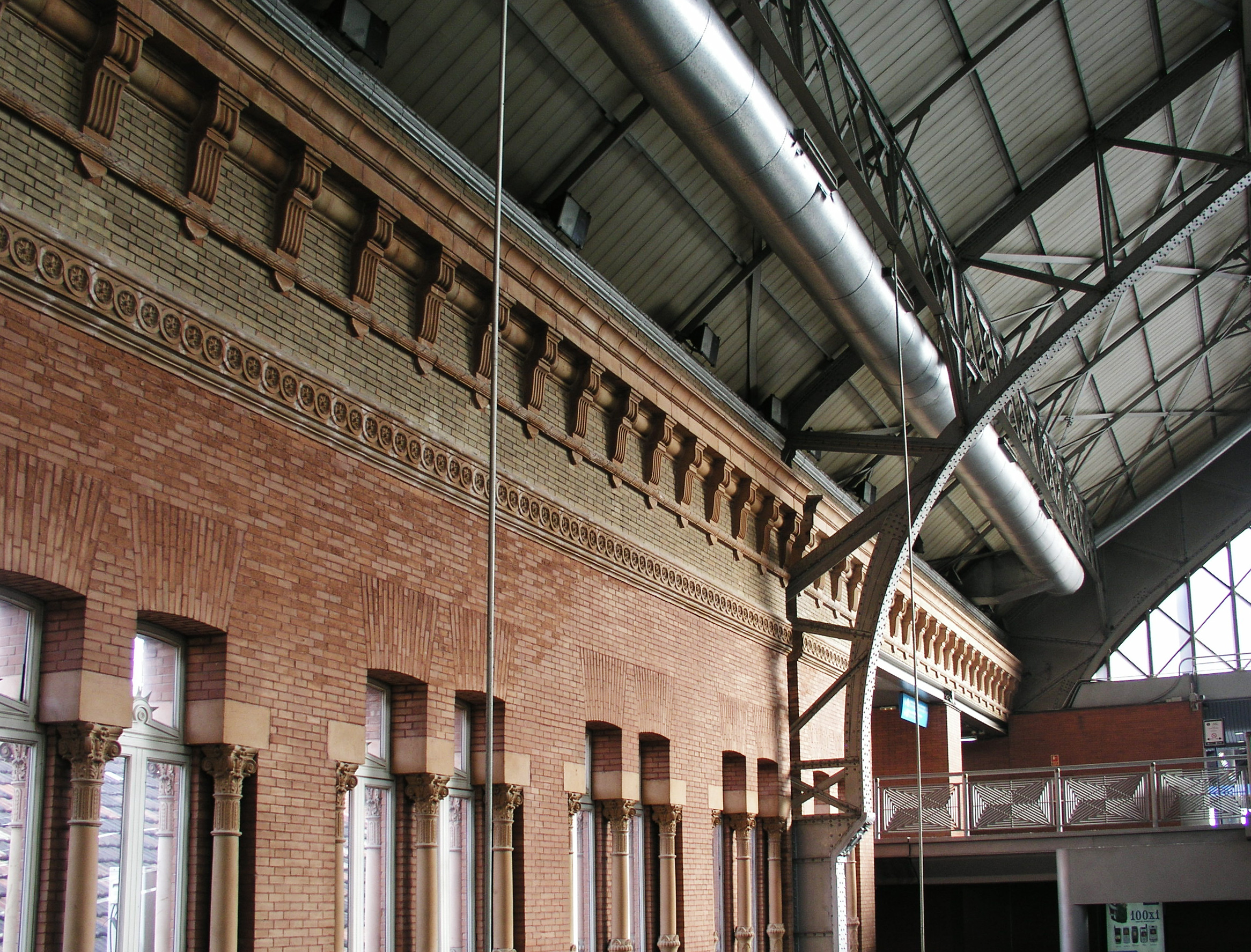
Les estructures d'acer eviten que el mur carregui amb tot el pes del sostre

L'aparició de l'acer, capaç de suportar les tensions de tracció, va possibilitar l'aparició del formigó armat i de les estructures metàl·liques, les quals van modificar radicalment la manera de construir, deixant obsolets els murs de càrrega. Aquests murs només s'empren en obres de poca entitat, com murs de contenció de terreny en obres públiques i en soterranis, i la resta de l'estructura una combinació de bigues i pilars, de manera que els murs poques vegades adquireixen funcions portants o estructurals, i el seu únic propòsit és el de compartimentar o aïllar els espais.

## Fonamentació
Com que la funció dels murs portants és transmetre les càrregues al terreny, cal que aquests murs estiguin dotats de fonamentació, un eixamplament del mur en contacte amb el terreny que evita que el mur s'endinsi en el terreny tou i reposin sobre la base sòlida del fonament. La fonamentació dels murs de càrrega pot tenir la forma de sabata lineal o sabata correguda i poden ser poc o molt profunds segons el pes de l'edifici que hagin de suportar.

## Obertures en murs de càrrega
Per la seva naturalesa, els murs són superfícies contínues. No obstant això, és necessari practicar-hi obertures per tal de deixar l'espai que ocuparan les finestres, necessàries per a il·luminar i ventilar els espais interiors; i les obertures que faran de portes. Per aconseguir incloure aquestes obertures sense que el mur s'esfondri s'utilitzen dos elements: la llinda i l'arc.

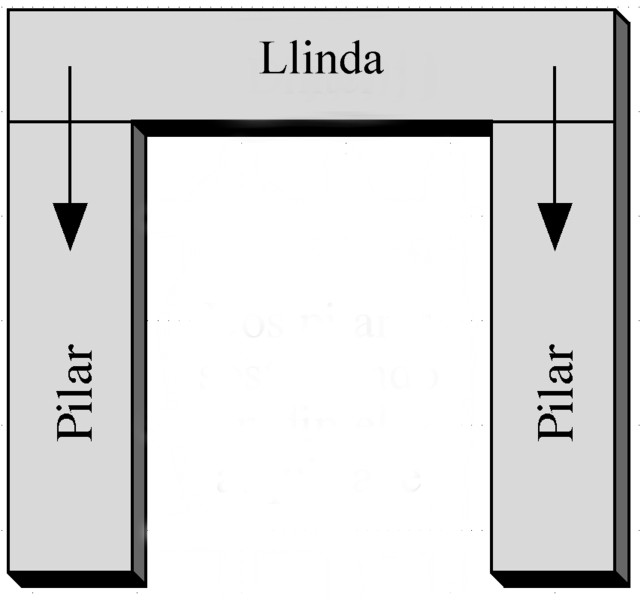
Exemple d'ús de llinda suportada amb l'ajut d'estructures verticals dins el mur

### Llinda
La llinda és una petita biga que es col·loca damunt del forat per desviar les càrregues del mur cap als laterals. Com totes les bigues, funciona principalment a flexió, per la qual cosa necessita materials que treballin bé tant a compressió com a tracció. Fins a mitjan segle xix, amb el desenvolupament de l'acer, l'únic material disponible que reunia aquestes característiques era la fusta, motiu pel qual els edificis anteriors a aquesta data no van poder realitzar grans buits en els murs de càrrega sense recórrer als arcs.

### Arc

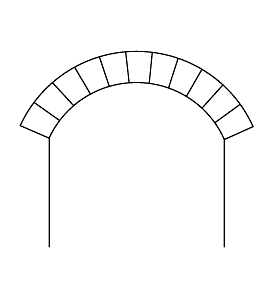
Arc escarser rebaixat

Una altra manera de desviar les càrregues del mur cap als costats del buit és utilitzar l'arc. Amb aquesta tècnica, el material treballa fonamentalment a compressió: un tipus d'esforç apropiat per a la pedra i el maó. D'aquesta manera, es van aconseguir antigament buits de grans llums en els edificis, com els que calia per afegir els vitralls a les catedrals gòtiques.
Hi ha però altres dos mètodes per obrir forats en murs, tots dos híbrids entre l'arc i la llinda: l'arc de descàrrega, i la falsa volta, com la utilitzada en les Piràmides d'Egipte.

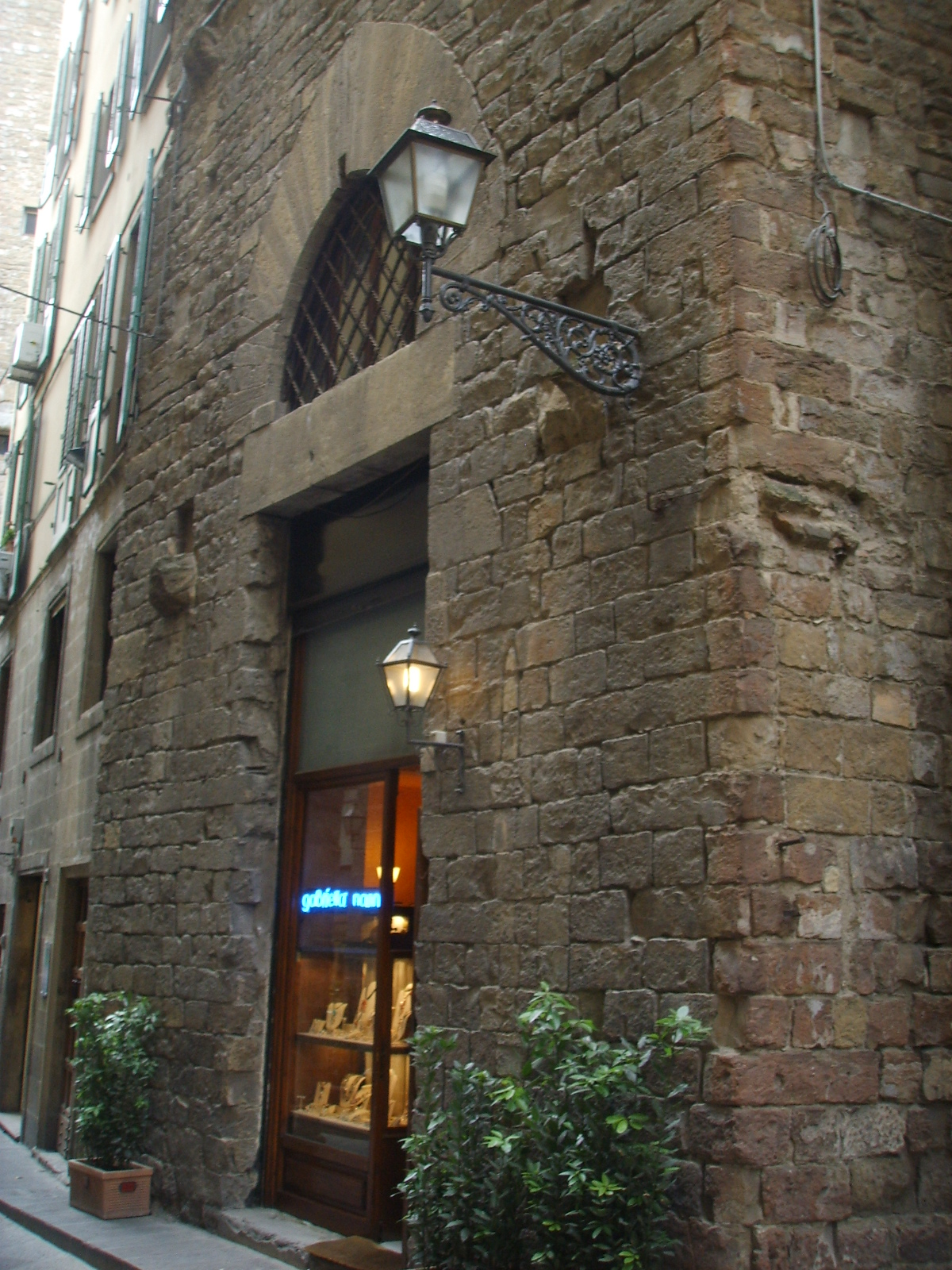
Arc de descàrrega sobre la llinda de la porta d'entrada a la Torre dei Rigaletti, a Florència.
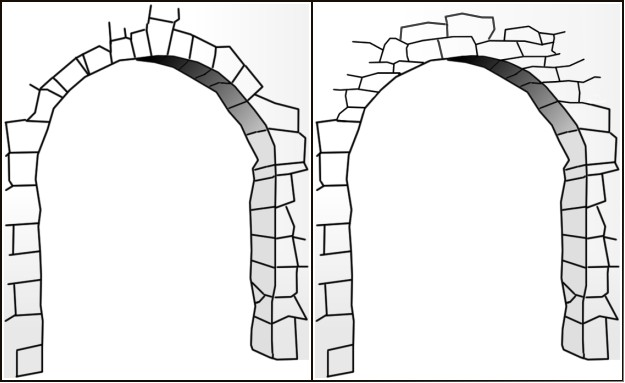
Comparació entre un arc vertader (esquerra) i un arc fals, amb el qual es forma la falsa volta.
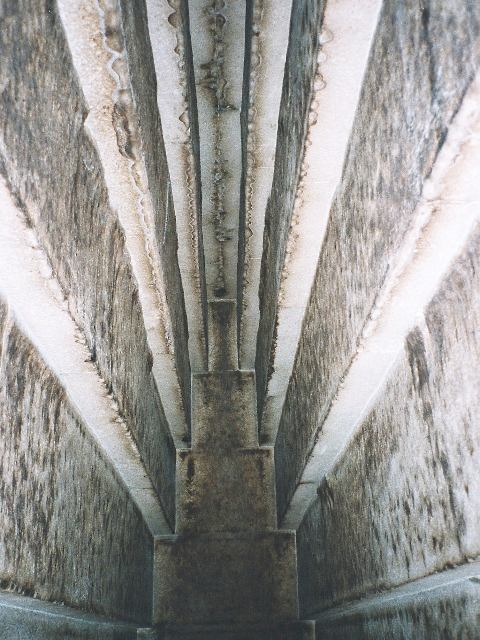
Falsa volta de la Piràmide de Giza

## Envans i murs de càrrega en l'edificació
Els murs portants suporten els sostres dels edificis. Per aquest motiu, en els edificis que es fan servir murs de càrrega, aquests se situen en almenys dues de les façanes i donat el seu major gruix són, a més, particularment adequats com a barrera tèrmica i acústica. Si hi ha més murs de càrrega, aquests es disposaran paral·lels als de la façana. És relativament fàcil distingir-los dels envans no estructurals pel seu gruix.

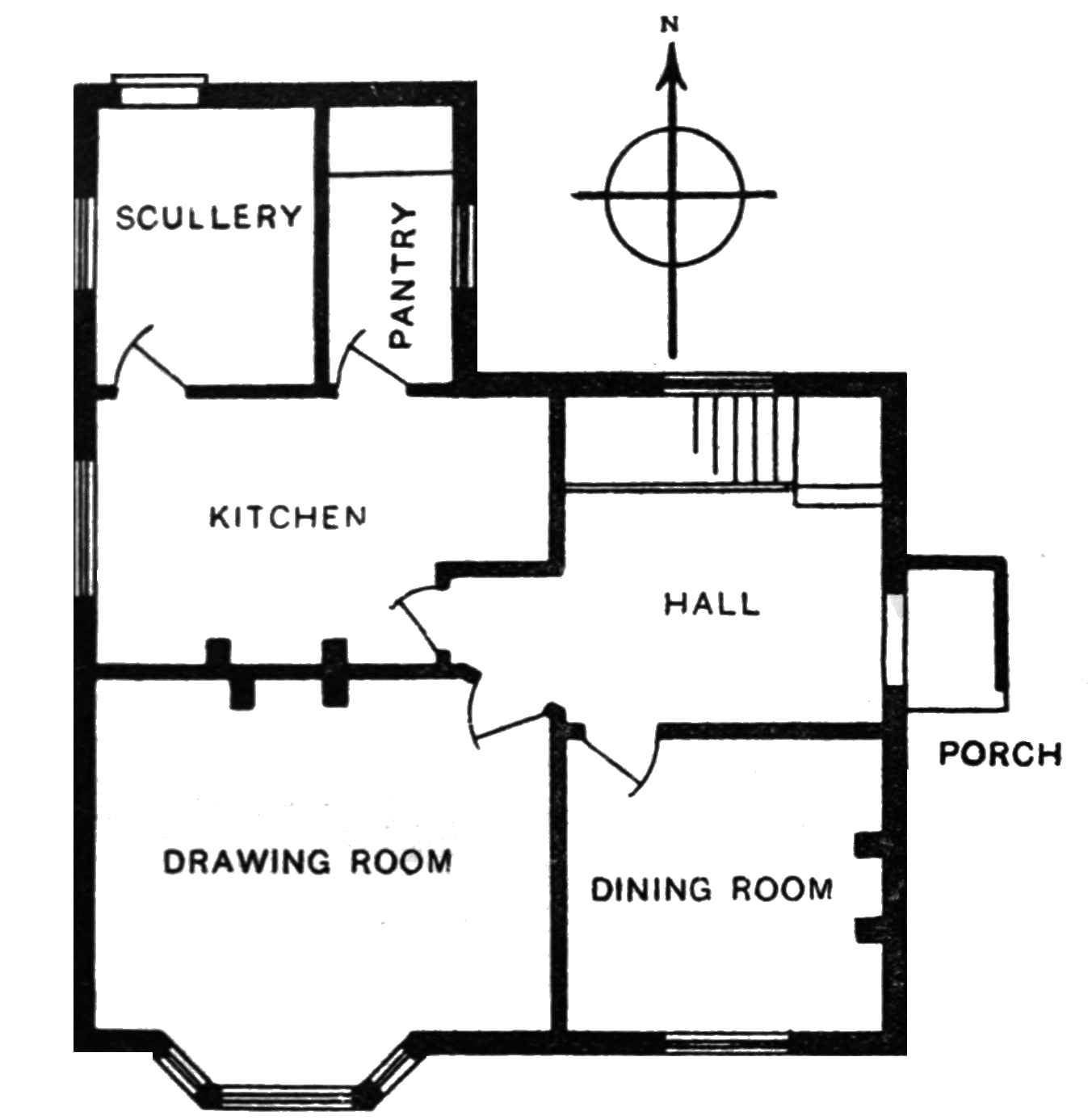
En aquest plànol es pot veure que els murs de càrrega s'han dibuixat una mica més gruixuts que els envans.

No obstant, en edificis mal construïts, especialment si són antics, no és inusual que l'estructura es deformi i s'assenti, acabant per donar suport en els envans interiors, amb la qual cosa aquests passen a formar part activa de l'estructura. Per aquest motiu, enderrocar envans en aquest tipus d'edificis pot generar patologies en forma d'esquerdes i filtracions.